# Hermann von Bodelschwingh
Hermann von Bodelschwingh (* im 16. Jahrhundert; † 1561) war Domherr in Münster.

## Leben
Hermann von Bodelschwingh entstammte dem rheinisch-westfälischen Adelsgeschlecht von Bodelschwingh, welches seinen Ursprung in der Grafschaft Mark hatte und aus dem zahlreiche namhafte Persönlichkeiten hervorgegangen sind. Er war der Sohn des Wennemar von und zu Bodelschwingh (1543–1583) und dessen Gemahlin Elisabeth Isabella von Wachtendonck zu Germenseel. Hermanns Bruder Wennemar war Domherr in Mainz und Würzburg, sein Bruder Jobst war Domherr in Münster. Hermann erhielt im Jahre 1561 eine münstersche Dompräbende. Im gleichen Jahre starb er.